# Niedersachsenstadion
L'estadi Niedersachsenstadion és un estadi de futbol situat a la ciutat de Hannover, capital de l'estat federal alemany de Baixa Saxònia. És la seu habitual del Hannover SV 96 club de la Bundeslliga alemanya.

## Història
Construït entre 1952 i 1954 amb el nom de Niedersachsenstadion (en català: "Estadi de Baixa Saxònia"), va ser seu de l'Eurocopa 1988, de la Copa del Món de Futbol 1974, la Copa Confederacions 2005 i la Copa del Món de Futbol 2006.
Per raons de patrocini ha rebut les denominacions AWD-Arena (2002 a 2013, després del finançament que va obtenir del banc alemany Allgemeine WirtschaftsDienst (AWD) per a la seva remodelació), HDI-Arena (2013 a 2022) i Heinz von Heiden-Arena (2022-avui). Els treballs de remodelació van començar al març de 2003 amb l'enderrocament de la tribuna nord.
Durant el desenvolupament de la Copa del Món de Futbol 2006 passà a anomenar-se Estadi de la Copa del Món de la FIFA de Hannover (en alemany: FIFA WM-Stadion Hannover), ja que la FIFA no permet cap mena de publicitat en el nom dels estadis. També durant aquest torneig la capacitat de l'estadi va ser reduïda a 44.652 espectadors per motius de seguretat.